# Спартак (футбольный клуб, Миява)
«Спартак» (словац. Spartak Myjava a.s.) — словацкий футбольный клуб из города Миява, выступающий в Цоргонь-лиге. Основан 8 августа 1920 года, под именем «СК Миява». Домашние матчи проводит на стадионе «Миява», вмещающем 2 000 зрителей. С момента появления чемпионата независимой Словакии и вплоть до сезона 2008/09 «Спартак» выступал в четвёртой лиге словацкого футбола, но затем клуб каждый сезон побеждал в лиге и добивался повышения, и добился права в сезоне 2012/13 дебютировать в высшем словацком дивизионе. Принципиальным соперником клуба является клуб «Сеница», а дружественным клубом, клуб «Петржалка».

## Достижения

### Национальные
Чемпионат Словакии
- Бронзовый призёр (1): 2016

Первая лига
- Победитель (1): 2012

## Известные игроки
- Томаш Брушко
- Владимир Куколь
- Мариан Дирнбах
- Павол Масарик

## Выступления в еврокубках
| Сезон   | Турнир           | Раунд                         | Соперник      | Дома | В гостях | Общий счёт |  |
| ------- | ---------------- | ----------------------------- | ------------- | ---- | -------- | ---------- |  |
| 2016/17 | Лига Европы УЕФА | Первый квалификационный раунд | Адмира Ваккер | 2:3  | 1:1      | 3:4        |  |